# Contea di Lee (Alabama)
La contea di Lee, in inglese Lee County, è una contea dello Stato dell'Alabama, negli Stati Uniti. La popolazione al censimento del 2000 era di 115.092 abitanti. Il capoluogo di contea è Opelika. Fa parte dell'area metropolitana di Auburn.

## Geografia fisica
La contea si trova nella parte orientale dell'Alabama, al confine con la Georgia. Lo United States Census Bureau certifica che l'estensione della contea è di 1.594 km², di cui 1.577 km² composti da terra e i rimanenti 17 km² composti di acqua.
La metà settentrionale della contea fa parte della sezione fisiografica del Piedmont, mentre la parte meridionale della contea appartiene alla sezione fisiografica della Pianura Costiera. Il fiume Chattahoochee e i suoi affluenti scorrono in tutta la metà orientale della contea, mentre il fiume Tallapoosa e i suoi affluenti attraversano la metà occidentale.
Nella contea ha sede l'Università di Auburn.

### Contee confinanti
- Contea di Chambers - nord
- Contea di Harris (Georgia) - nord-est
- Contea di Muscogee (Georgia) - est
- Contea di Russell - sud
- Contea di Macon - sud-ovest
- Contea di Tallapoosa - nord-ovest

### Laghi, fiumi e parchi
La contea comprende i seguenti laghi, fiumi e parchi:
| Laghi | Fiumi | Parchi                                                                    | Parchi |
| --- | --- | ------------------------------------------------------------------------- | ------ |
| - Clements Pond - Conways Lake - Colliers Pond - Barksdale Lake - Conway Fish Pond Number One - Pam Lake - Hubbard Lake - Bruce Pond Number Two | - Flake Creek - Sturkie Creek - Mahone Creek - Peters Creek - Cane Creek - Phelps Creek - Ropes Creek - Towns Creek - Dunken Creek | - Spring Villa Camping and Recreation Area - Tsinia Wildlife Viewing Area |        |

## Storia
La contea di Lee fu costituita il 5 dicembre 1866. I territori appartenevano ai Creek. Il nome le è stato dato in onore del generale Robert Edward Lee, comandante dell'esercito degli Stati Confederati d'America.

## Principali strade ed autostrade
| - Interstate 85 - U.S. Highway 29 - U.S. Highway 280 - U.S. Highway 431 | - State Route 14 - State Route 51 - State Route 147 - State Route 169 - State Route 267 |

## Società

### Evoluzione demografica
Abitanti censiti (migliaia)

## Comuni[9]
- Auburn - city
- Loachapoka - town
- Notasulga[10] - town
- Opelika (capoluogo) - city
- Phenix City[11] - city
- Smiths Station - city
- Waverly[12] - town